# Teuvo Myyryläinen
Temple de la renommée finlandais : 1986
Teuvo Myyryläinen est un entraineur professionnel finlandais de hockey sur glace.

## Carrière en club
Il est admis au Temple de la renommée du hockey finlandais en 1986 en tant qu'entraineur.

## Trophée et honneur
- 1986 : Admit au Temple de la renommée du hockey finlandais